# Frédéric Bastiat
Claude Frédéric Bastiat, född 30 juni 1801 i Bayonne, Frankrike, död 24 december 1850 i Rom, Italien, var en fransk klassisk liberal författare och politisk ekonomiteoretiker, samt filosof.

## Biografi
Frédéric Bastiat var son till den rike köpmannen Pierre Bastiat och Marie-Julie Frechou. Modern gick bort när Frédéric Bastiat var sju, och fadern när han var nio, och han flyttade då till sin farfar och faster. Han studerade vid Soreze som hade många utländska elever. Vid 17 års ålder tog han plats vid familjens företag vid farbrodern Henry de Monclars sida. Den praktiska sysselsättningen i företaget tilltalade inte Bastiat, men kom att intressera honom för ekonomisk teori. Sju år senare, 1825, dog Bastiats farfar, och han blev då tillräckligt förmögen för att kunna sluta arbeta. Han valdes dock 1830 till fredsdomare och deltog i övrigt i hemortens kommunala liv.
Frédéric Bastiats egentliga karriär började sedan 1844, då han insände en artikel till Journal des Économistes, där han angrep protektionismen. Artikeln väckte stor uppmärksamhet och Bastiat ägnade sig därefter uteslutande åt ekonomisk författarverksamhet. Till en början ägnade han sig huvudsakligen åt kritik mot protektionismen och grundade 1846 Association pour la liberté des échanges. Han grundade även en frihandelsvänlig tidning, Libre-Échange. Efter revolutionen 1848 kom han dock till den uppfattningen, att näringslivets frihet i än högre grad hotades av socialismen än protektionismen och ägnade sig därefter främst åt att bekämpa denna. 1848 invaldes han i folkrepresentantionen, där han dock inte kom att utöva något större inflytande.
Bastiat hade ådragit sig tuberkulos, troligen under sina resor i Frankrike när han försökte sprida sina ekonomiska teorier. Sjukdomen hindrade honom från att hålla fler tal, och hans politiska karriär fick därmed avbrytas.

## Teorier
Bastiats åskådning påverkades av Jean-Baptiste Say. Bastiat deltog dock inte i debatten mellan anarkismen och minarkismen - han avled dessförinnan - men han synes se staten som något ofrånkomligt i så måtto att det var ett organ för praktiska göromål och därför något som måste tas med i beräkningen så länge den existerar. Följaktligen avvisade han helt tanken på en blodig revolution för att bli kvitt regeringen. Som harmoniekonom avfärdar Bastiat varje tanke på statligt ingripande i den fria ekonomin som onaturligt, och anser att en fullständig ekonomisk frihet kommer att skapa en harmonisk och välmående marknad. Debatten om räntan med den franska anarkisten och socialisten Pierre Joseph Proudhon i La Voix du Peuple år 1849 och 1850 klargjorde skillnaderna mellan liberalismen och marknadssocialismen.
Författarskapet inbegriper satiriska dokument och pamfletten Lagen (1850). Lagen består av begreppsdefinitioner, och tar sin utgångspunkt i att bestämma livet som moraliskt, fysiskt och intellektuellt liv. Lagen fyller till funktion att kollektivt säkra de individuella rättigheterna, där rätten till liv är en av de mest grundläggande rättigheterna. Om en nation skulle vara grundad på denna lag, som Bastiat kallar naturrätt, skulle det råda ett tillstånd av fred och rättvisa. Människor, menar Bastiat, kan dock plundra i stället för att arbeta och till sådan plundring räknar han protektionism, socialism och kommunism, som han kallar "samma planta i olika växtfaser". Kommunismen är en total plundring, och protektionalismen begränsar plundringen till vissa industrier. Rättvisa definieras som lika rättigheter, och om staten tillförsäkrar sina medborgare denna rätt, är kommunism, socialism och protektionalism orätt plundring.
Bastiat är känd för sin humoristiska och lättlästa stil, vilket märks särskilt tydligt i satirskriften Petition. I Petition talar Bastiat för tillverkarna av stearinljus, fotogenlampor och alla andra belysningsverktyg och föreslår att de franska politikerna förbjuder solen. Detta, menar Bastiat, skulle leda till en stor ökning i försäljningen av stearinljus och fotogenlampor. När detta sker, måste tillverkarna av stearinljus köpa in vax och andra material för att tillverka fler ljus, och så vidare. Att förbjuda solen skulle på så sätt förbättra hela ekonomin. Petition är menad som en parodi på protektionism, genom att driva principen in absurdum, men resonemanget är mycket likt keynesianismens teori om multiplikatoreffekten.
Han har kommit att påverka bland annat Friedrich von Hayek, Milton Friedman och Ronald Reagan.